# Louis Versyp
Louis Marie Versyp (Sint-Andries, 5 dicembre 1908 – Bruges, 27 giugno 1988) è stato un calciatore e allenatore di calcio belga.

## Carriera

### Giocatore
Louis Versyp giocò la sua intera carriera per il FC Bruges col quale segnò circa 150 gol.
Con la Nazionale belga, partecipò al Mondiale 1930 e a quello del 1934.

### Allenatore
Versyp iniziò nel 1945 la sua carriera come allenatore, allenando il FC Bruges con il quale vinse il campionato di seconda divisione nel 1946, ma l'anno dopo il Bruges retrocesse nuovamente. Dopo aver lasciato il Club Bruges nel 1950, allenò varie squadre belghe.